# Крумовица
Крумовица (до 1942 г. Бургасдере) е река в Южна България, област Кърджали, община Крумовград, десен приток на Арда. Дължината ѝ е 58,5 km, която ѝ отрежда 68-о място сред реките на България. Тя е вторият по големина след река Върбица приток на Арда. Отводнява големи части от ридовете Мъгленик, Стръмни рид и Ирантепе в Източните Родопи.
Река Крумовица извира на 930 m н.в. под името Авренска река (или Дълбокото дере) в местността Думанлъ на българо-гръцката граница в рида Мъгленик в Източните Родопи, на 5,5 km южно от село Аврен, Община Крумовград. По цялото си протежение генералното ѝ направление е на север със стотици меандри. До устието на най-големия си приток река Кесебир (Вировица, ляв) тече в тясна, дълбока и обезлесена долина (с изключение на най-горното ѝ течение). След това образува широка алувиална долина, която на места се стеснява в скалисти проломи между северните части на Стръмни рид на запад и рида Ирантепе на изток. Влива се отдясно в река Арда, на 151 m н.в., на 1,5 km източно от село Поточница, Община Крумовград.
Реката има широк и слабо залесен водосборен басейн, като площта му е 671 km2, което представлява 11,58% от водосборния басейн на река Арда. Границите на водосборния ѝ басейн са следните:
- на запад, по билото на рида Стръмни рид – с водосборните басейни на реките Върбица и Големица, десни притоци на Арда;
- на изток, по билото на рида Ирантепе – с водосборните басейни на Луда река (десен приток на Марица) и Кулиджийска река, десен приток на Арда;
- на юг, по билото на рида Мъгленик (държавната граница на България с Гърция) – с водосборния басейн на река Филиури, вливаща се директно в Бяло (Егейско море.

Основни притоци: → ляв приток, ← десен приток
- ← Големия дол
- ← Градински дол (Бостандере)
- → Пазар дол
- → Егречка река
- → Кесебир (Вировица)
- ← Бююкдере
- → Елбасандере (Ветрица)
- → Куртлуджадере
- ← Пандакклъдере
- ← Дюшундере
- → Дишкая дере

Река Крумовица е с основно дъждовно подхранване, като максимумът е през януари, а минимумът – септември. Среден годишен отток при Крумовград 9,34 m3/s.
По течението на реката в Община Крумовград са разположени 11 населени места, в т.ч. 1 град и 10 села: Девесилица, Гулия, Дъждовник, Едрино, Крумовград, Вранско, Горна кула, Долна кула, Хисар, Поточница, Морянци.
Водите на реката масово се използват през летните месеци за напояване на стотиците декари тютюневи насаждения по долината ѝ.
На протежение от 5,6 km между село Горна кула и град Крумовград преминава участък от второкласен път № 59 от Държавната пътна мрежа Момчилград – Крумовград – КПП „Ивайловград".

## Топографска карта
- Лист от карта K-35-88. Мащаб: 1 : 100 000.
- Лист от карта K-35-100. Мащаб: 1 : 100 000.